# Degernau (Wutöschingen)
Das Dorf Degernau ist ein Ortsteil der Gemeinde Wutöschingen mit 972 Einwohnern (Stand: 31. März 2019) im Landkreis Waldshut in Baden-Württemberg.

## Geographie

### Geographische Lage
Degernau liegt rund 1,25 Kilometer vom Zentrum des Kernorts Wutöschingen entfernt. Zugleich ist „Degernau“ der Name eines 10,0 Hektar großen und am 18. April 1953 verordneten Landschaftsschutzgebiets.

### Gliederung
Zu Degernau gehören das Dorf Degernau, das Gehöft Vogelhof (Vogelhöf) und der Wohnplatz Schattenmühle.

## Geschichte

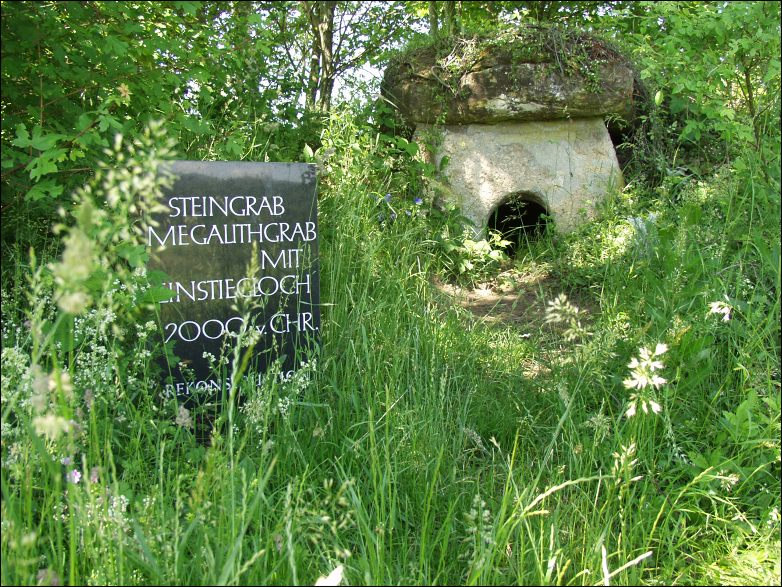
Der Dolmen an der Straße zwischen Degernau und Erzingen

Die Gemarkung war bereits in vor- und frühgeschichtlicher Zeit Siedlungsraum, davon zeugen der Dolmen von Degernau an der Straße zwischen Degernau und Erzingen sowie der in unmittelbarer Nähe stehende Menhir von Degernau.
Der Dolmen befindet sich im Gewann „Toter Mann“, dessen Name entgegen häufiger Annahme auf steinzeitliche Funde zurückgehen könnte, und nicht auf einen Einsiedler, der sich dort niedergelassen hatte und nach einer „Urkunde aus dem frühen 18. Jahrhundert […] am 21. Juni 1709 abends um die sechste Stunde […] tot auf seinem Strohsack liegend mit einem Strick um den Hals“ gefunden wurde. Nach dem Heimatforscher H. W. Mayer macht der Text der Urkunde deutlich, dass der Einsiedler sich bereits an einem als „Toter Mann“ bezeichneten Ort niedergelassen hatte.
Im Jahr 1112 wurde Degernau erstmals urkundlich erwähnt. 1358 wurde sie in einer Schweizer Urkunde als Tegernouwe Wouttendal genannt. Der Ort gehörte zur Landgrafschaft Klettgau und zur Herrschaft Schwarzenberg. Ebenso wie Horheim ist Degernau ein alter Wallfahrtsort.
Im Zuge der Gemeindegebietsreform in Baden-Württemberg wurde die bis dahin selbständige Gemeinde Degernau mit Wirkung vom 1. Januar 1975 nach Wutöschingen eingemeindet.

### Einwohnerentwicklung
Degernau zählte am 6. Juni 1961 353 Einwohner.

## Politik

### Wappen
Das Wappen der ehemals selbständige Gemeinde Degernau zeigt in Silber auf grünem Dreiberg, belegt mit einem von Silber und Blau siebenmal gespaltenen Schild, drei grüne Tannen. Das abgebildete Wappenschild trägt die Farben Weiß-Blau derer von Schwarzenberg.

## Sehenswürdigkeiten
- Auf dem Berg oberhalb von Degernau befindet sich die katholische Kirche Maria Himmelfahrt. Sie wurde zwischen 1712 und 1715 errichtet. Die Vorgängerkirche war ein Bau von 1275 mit Erweiterung 1360. In der Kirche befindet sich eine original erhaltene Voit-Orgel aus dem Jahr 1889, welche 2022 restauriert wurde.[5]

## Wirtschaft und Infrastruktur

### Verkehr
Durch den Ort führt die Landesstraße 163a.

## Persönlichkeiten
- Schwester Oberin Josepha Meinrada (bürgerlich: Sabina Schneider; * 1831; † 1891), Mitgründerin (1862) des Klosters Marienburg, Oberin von 1867 bis 1891. Sie wurde in Degernau beerdigt, 1949 zu dem großen Kreuz im Klosterfriedhof überführt.
- Fritz Burr (* vor 1900; † 1949 in Degernau), Ingenieur, Begründer (1902) der Aluminiumwerke Wutöschingen (AWW)
- Joseph Schneider, Lehrer und Heimatforscher